# Kaffeehaus & Konditorei Heldt

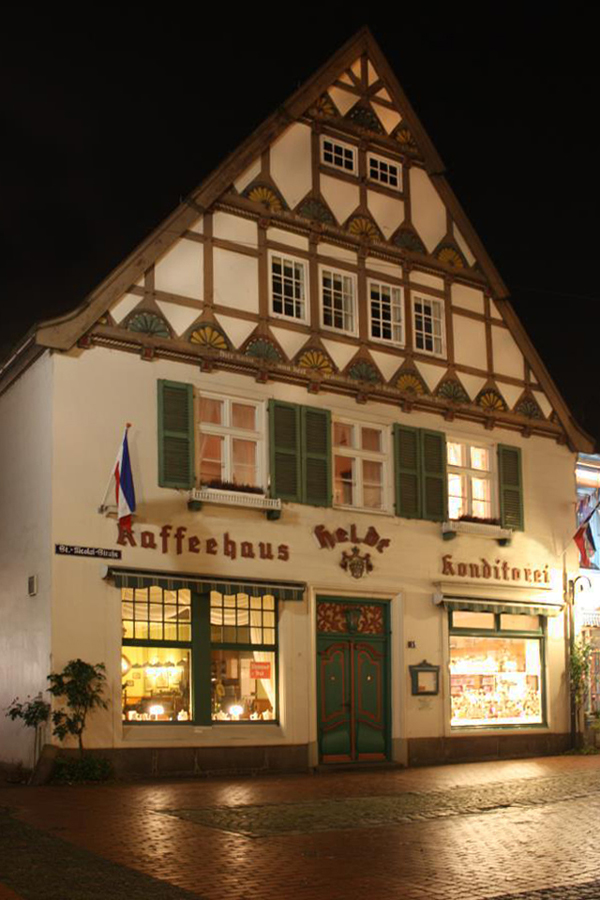
Kaffeehaus und Konditorei Heldt im heutigen Erhaltungszustand.

Das Kaffeehaus und Konditorei Heldt in Eckernförde (Schleswig-Holstein) ist eines der ältesten Kaffeehäuser Deutschlands und Nordeuropas.
Es steht seit 1979 aufgrund seiner Fassade von 1925 als Kulturdenkmal unter Denkmalschutz. Das Kaffeehaus befindet sich seit 1969 im Besitz der Familie Heldt.
Im damaligen „1. Quartier Nr. 35“ (heute St. Nicolaistraße 1) 1869 erstmals Kaffeeausschank, seit 1880 Kaffeehaus. Das Gebäude stammt aus der Zeit um 1600. Noch heute unübersehbares Adelsprädikat ist die Bauweise, die das Haus einen Meter vor die benachbarten Häuser platzierte.

## Geschichte des Gebäudes

### Baujahr

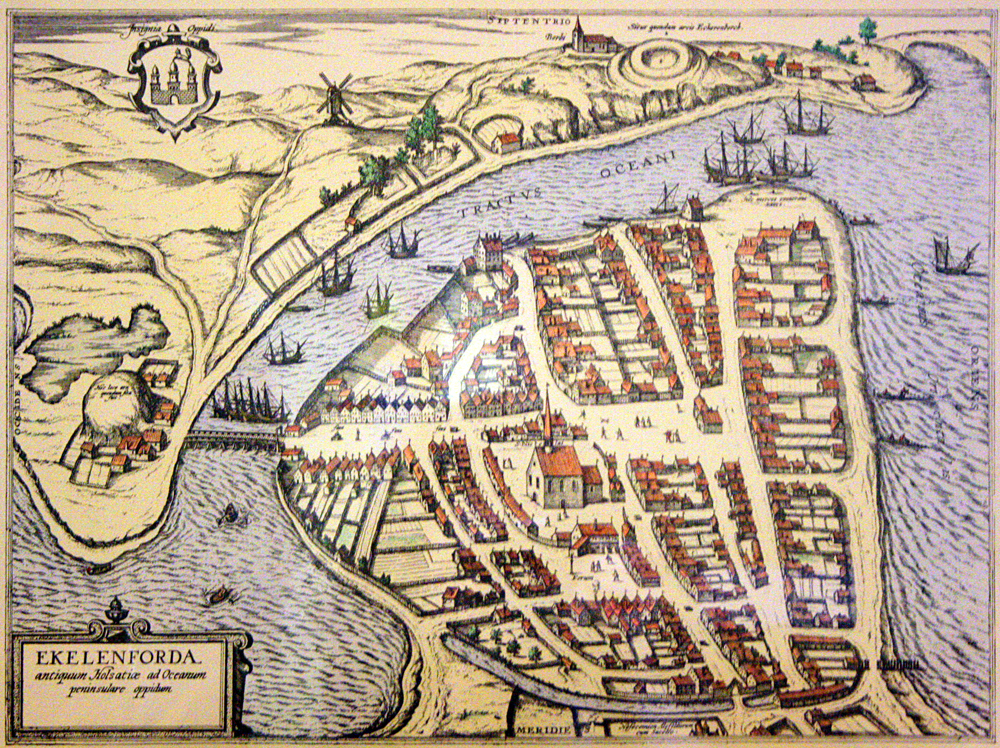
Kupferstich aus dem Städtebuch von Braun/Hogenberg, Eckernförde, Ende 16. Jahrhundert
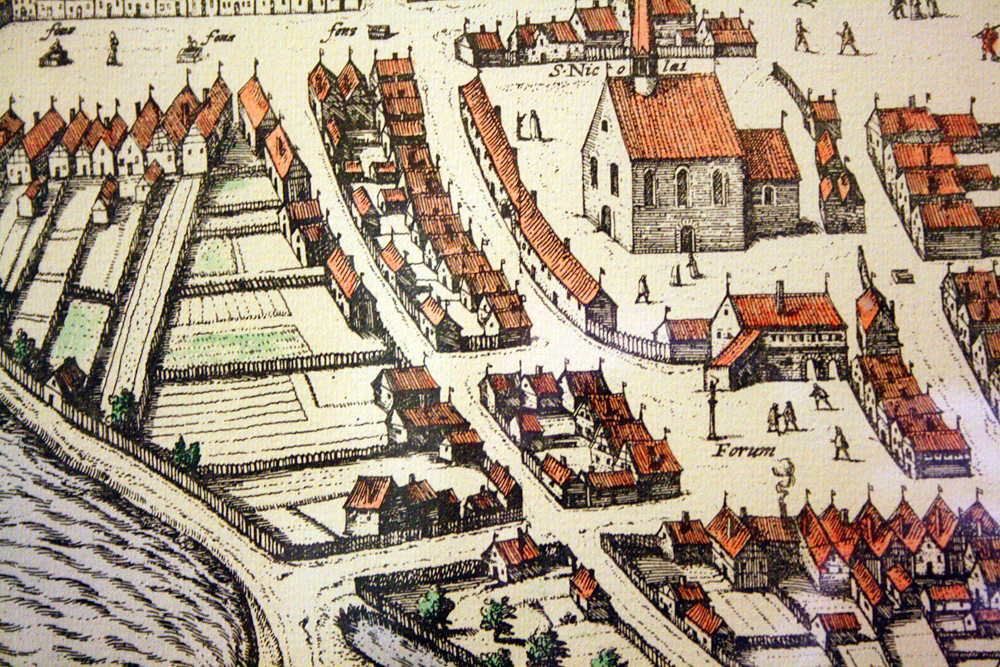
Kupferstich von Braun/Hogenberg, Eckernförde, Ausschnitt mit St. Nicolaistraße, Kirche und Rathausmarkt, Ende 16. Jahrhundert
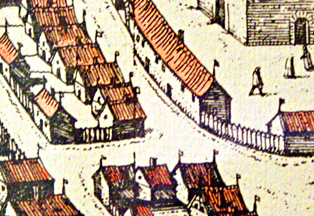
Kupferstich von Braun/Hogenberg, Eckernförde, Ausschnitt St. Nicolaistraße1, Ende 16. Jahrhundert

Die Bauzeit des Gebäudes wird etwa dem Jahr 1600 zugeordnet. Dies begründet sich neben üblichen Schätzungen auch auf einen Kupferstich von Braun/Hogenberg (um 1600), der Haus und Grundstück zeigt, und auf eine auf diesen Zeitraum datierte Inschrift an einer Hauswand: Im Rahmen von Renovierungsarbeiten wurde 1970 die Nordwand von Putz befreit. Auf der untersten Farbschicht auf der aus Mönchssteinen gemauerten Wand wurden Spuren einer Inschrift entdeckt. Es handelt sich um einen Bibelspruch in hochdeutscher Schrift, der die arabische Ziffer 42 beinhaltet. Nachweislich wurden in den Kirchenbüchern der Eckernförder St. Nicolaikirche vor 1586 römische Ziffern verwendet, während die niederdeutsche Schrift in der ersten Hälfte des 17. Jahrhunderts von der hochdeutschen abgelöst wurde.

### Gebäude und Grundstück
Ursprünglich ortstypischer am Rathausmarkt vorherrschender Bautyp. Giebelständiges eingeschossiges Haus mit Krüppelwalmdach an die St. Nicolaistraße grenzend. Dreiachsige Fassade mit spätbarocker Oberlichttür. Grundstück entlang dem Bleichergang bis zur Gartenstraße 29. Dort seit dem 16. Jahrhundert ein (Hinter-)Gebäude. Während verschiedener Umbau- und Renovierungsphasen wurde nach der Übernahme durch die Konditorei Hudemann um 1880 zunächst der Bereich zwischen Gartenstraße und St. Nicolaistraße bebaut. Aus unbekanntem Grund wurde das dadurch neu entstandene Gebäude direkt mit den beiden vorhandenen Häusern verbunden. Während Renovierungsarbeiten in den 1990er Jahren legten die Eigentümer Armin und Katharina Heldt mehrere weiß gekalkte Deckenbalken frei, die erkennen ließen, dass der heutige 3. Gastraum früher Ausspann oder Remise gewesen sein muss. Um 1900 wurden Durchbrüche durchgeführt, die man heute an unterschiedlichen Mauerstärken und Bodenhöhen erkennt. Im Inneren befinden sich zwischen St. Nicolaistraße und Gartenstraße vier hintereinander liegende Gasträume, die durchgängig begehbar sind. Der umfassendste Umbau fand 1925 statt und betraf auch die neu entstandene Fassade und ein weiteres Stockwerk. Einer der Giebelbalken des Hauses trägt die Inschriften von Umbau- bzw. Renovierungsjahren: 1731, 1925 und 1989.
Mit dem Umbau von 1925 hob sich das Kaffeehaus Hudemann von der ortsüblichen Bebauung ab. Die neue Fassade lässt sich vom Stil her der Weserrenaissance zurechnen. Ein Vergleich mit alten Stadthäusern in Einbeck, Höxter, Lemgo, Minden und anderen Städten der Weserrenaissance könnte als Beleg herangezogen werden. Befensterung wie Ausrichtung des Fachwerkes im Dachgeschoss und darüber sind für die Weserrenaissance nicht untypisch – die Fächerrosetten des heutigen Café-Heldt-Hauses finden ihre Entsprechungen an etlichen Gebäuden der Weserrenaissance-Epoche, wie zum Beispiel am Haus Litto in Höxter. Fensterläden dieses Typs wie im 1. Stockwerk trifft man hingegen eher in südlicheren Gefilden, wie unter anderen im Neckarraum oder in Mittelfranken an.

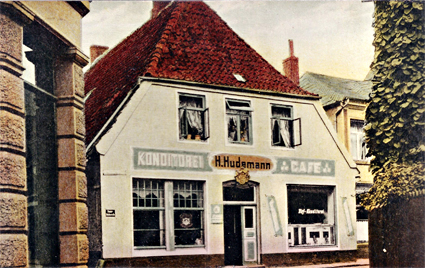
Gebäude um 1910 vor der Renovierung von 1925.
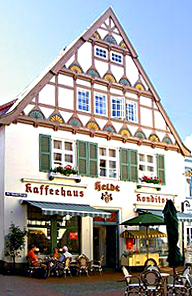
Die Fassade von 1925 nach der Sanierung im Jahr 1989.
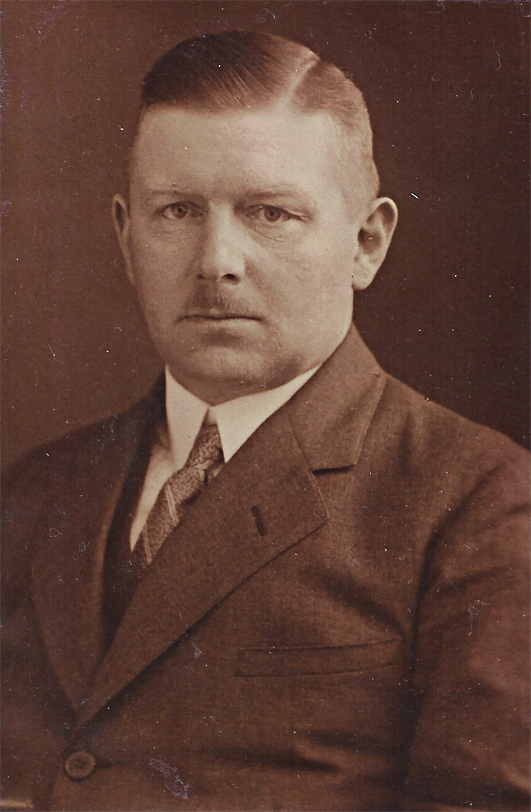
Hermann Hudemann, der jüngere Bruder von Franz, Bauunternehmer in Kiel, baute 1925 die Fassade um, die heute unter Denkmalschutz steht.

### Chronologie der Umbauten
- 1881/1882 Ausbau des Grundstücks: Errichtung eines zweistöckigen Backstein-Neubaus, der an das Gebäude St. Nicolaistr. 1 angefügt wird, und Erneuerung des Hintergebäudes an der Gartenstraße 29, vermutlich durch Abriss und Neubau.
- 1900 Innenumbau: Vergrößerung und Modernisierung der Gasträume.
- 1906–1908 Einbau eines größeren Windfangs. Ein Teil der Küchen- und Privaträume wird zu einem weiteren Gastraum umgebaut.
- 1908/1909 Einbau zweier großer Fenster rechts und links neben der Eingangstür. Das Fenster links befindet sich heute noch im – renovierten – Originalzustand.
- Erweiterung der Schankräume um ein Damenzimmer.
- 1909/1910 Umbau des Hintergebäudes zu einem Klubraum/Wintergarten. Einbau eines Fensters.
- 1925 Umbau des Vorderhauses durch den Bruder des Eigentümers, Bauunternehmer Hermann Hudemann (geb. 1883), Kiel. Abtragung des Dachgeschosses außer der Fassade; Aufbau eines weiteren Stockwerkes; Satteldach mit Fachwerkgiebel, der den Schmuckformen des niedersächsischen Fachbaus im Stil alter deutscher Patrizierhäuser angelehnt ist.
- 1937, 1.–12. Juni, Einrichtung eines Esszimmers mit angrenzender Küche im Obergeschoss.
- Nach 1945 Sanierung.
- 1970 Renovierungsarbeiten und Freilegung des Bibelspruchs (aus Fragmenten rekonstruiert) "Wie der Hirsch schreit nach frischem Wasser, so schreit meine Seele, Gott, nach dir" (42. Psalm).
- 1979 Das Gebäude wird wegen seiner Fassade unter Denkmalschutz gestellt.
- 1989 Restaurierung von Gebäude und Fassade, Erneuerung des Giebelfachwerks mit Sibirischer Lärche, das nach einer Bearbeitung mit Ölfarbe in der Vorzeit größtenteils neu geschnitzt werden musste.
- 1992, Oktober, Ausstattung der vorderen Räumlichkeiten nach Ideen von Katharina und Armin Heldt, die sich während ihrer Hochzeitsreise 1990 im Budapester Café Ruszwurm und im dortigen Kaffeehaus-Museum inspirieren ließen, und nach Entwürfen des Eckernförder Künstlers Falko Windhaus.

## Geschichte des Kaffeehauses
Erstmals soll 1869 zwar in dem Gebäude St. Nicolaistraße 1 Kaffee ausgeschenkt worden sein – zu dieser Zeit befand es sich aber im Besitz der Putzmacherin Maria Föh. Zum eigentlichen Kaffeehaus wurde es 1880, als die Familie Hudemann Haus und Grundstück erwarb und ihren Firmensitz in das Gebäude St. Nicolaistraße 1 verlegte. Die Konditorei Hudemann bestand seit 1843 in der Langebrückstraße, und im Jahr 1879 hat Hermann Hudemann in den Räumen seiner Konditorei das Kaffeehaus eröffnet. Nach dem Tod Hermann Hudemanns übernahm sein Sohn Franz Heinrich Konditorei und Kaffeehaus. Später verpachtete dessen Tochter Käthe Krellenberg das Gebäude zunächst an Otto Maaß, der von 1937 bis 1969 das Café Maaß betrieb, um es 1969 an Manfred und Lieselotte Heldt zu verkaufen, die ab 1970 das Kaffeehaus und Konditorei Heldt betrieben und es 1992 ihrem Sohn Armin und dessen Frau Katharina übergaben. Im Januar 2017 hat Armin Heldt das Kaffee an den langjährigen Mitarbeiter Thomas Schulz und seine Frau Silke übergeben. Diese übernehmen fortan das Kaffeehaus und führen es im Sinne der Familie Heldt fort.

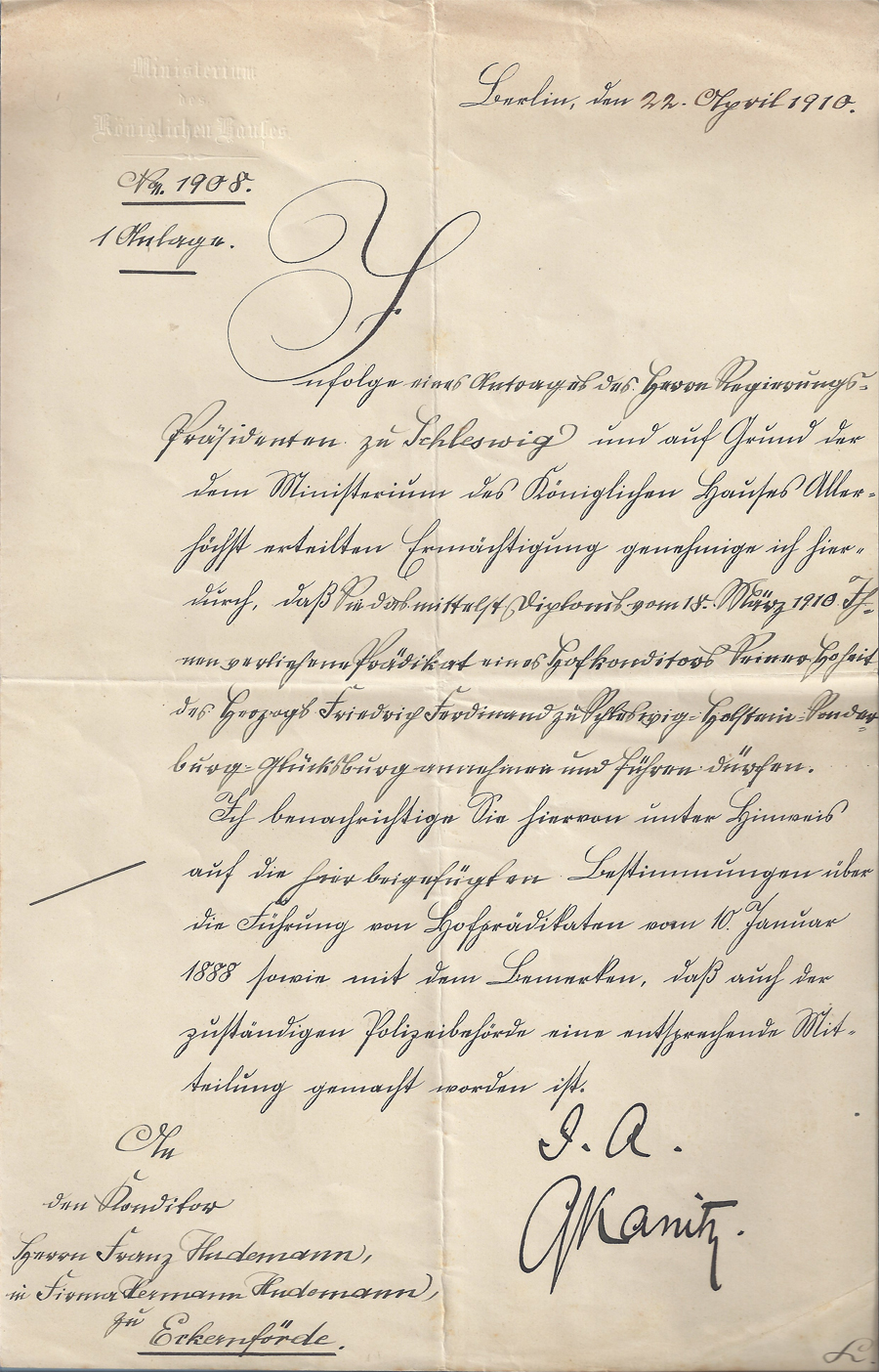
Diplomierung der Konditorei Hudemann: 25 Jahre Hofkonditor, Ministerium Berlin
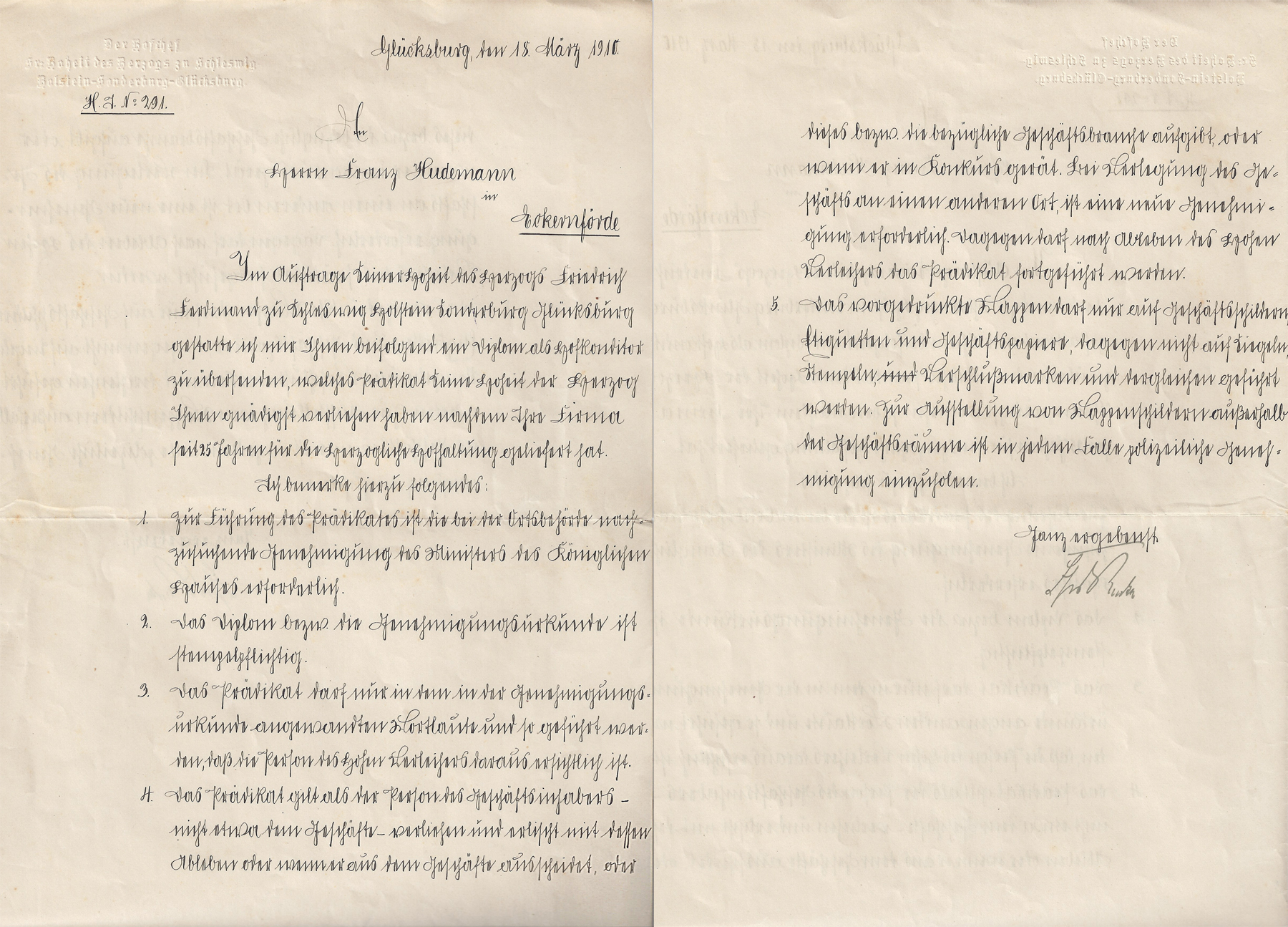
Diplomierung der Konditorei Hudemann: 25 Jahre Hofkonditor, Glücksburg
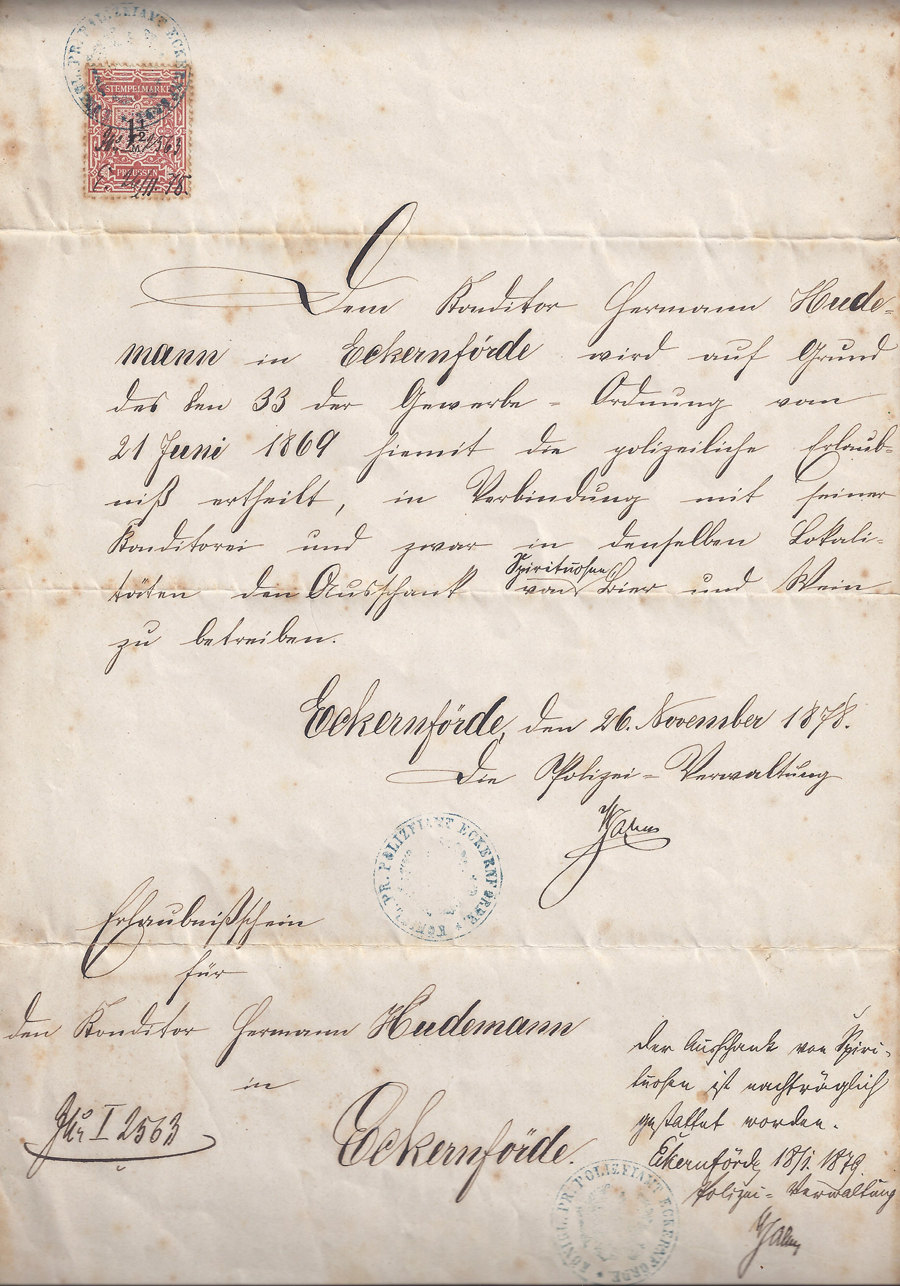
Ausschankerlaubnis für die Konditorei Hudemann zunächst für Bier und Wein von 1878. 1879 dann Zusatz der Erlaubnis für Spirituosen.

### Chronologie
- 1843–1880 Bäckerei und Konditorei Hudemann in der Langebrückstraße 22, Kaffeehaus seit 1879
- 1880, im November, Hermann Theodor Hudemann verlegt das Kaffeehaus und Konditorei Hudemann in die St. Nicolaistraße 1 (Eigentümer)
- 1908 Übernahme durch den Sohn Franz Heinrich Hudemann
- 1937, 13. Juni, Café Maaß (Pächter Otto Maaß)
- 1970, 1. Jan., Kaffeehaus und Konditorei Heldt (Eigentümer Manfred und Lieselotte Heldt)
- 1992, im Januar, Kaffeehaus und Konditorei Heldt (Übernahme durch Katharina und Armin Heldt)
- 2017, 1. Januar, Thomas und Silke Schulz übernehmen das Kaffeehaus – der Name des Cafés bleibt unverändert

### Ausschank und Schankerlaubnis
- 1869 Kaffeeausschank in der St. Nicolaistraße 1 durch (vermutlich) Sophie Föh, die Nichte der Eigentümerin und Putzmacherin Maria Föh.
- 1878 Hermann Theodor Hudemann erhält die Schankerlaubnis für den Ausschank von Bier und Wein in seiner Konditorei in der Langebrückstraße.
- 1879 Hermann Theodor Hudemann erhält die Schankerlaubnis für den Ausschank von Spirituosen.
- 1910 Franz Heinrich Hudemann erhält die Schankerlaubnis für den Klubraum/Wintergarten (4. Gastraum).

## Eigentümer und Pächter
Obwohl das Gebäude um 1600 mit einem Adelsprädikat errichtet worden sein muss, lassen sich die ersten Eigentümer nicht nachweisen. Erstmals konnte Israel Victor Noodt für das Jahr 1766 als Eigentümer ermittelt werden. Die Chronologie weist einige Lücken auf, ist aber seitdem nachvollziehbar. Mit dem Kauf des Gebäudes 1880 durch Hermann Theodor Hudemann beginnt die Kaffeehauszeit. Die Geschichte der Konditorei Hudemann trifft zu diesem Zeitpunkt mit der Geschichte des Gebäudes zusammen, das seitdem ein Kaffeehaus ist. Es wechselte mehrmals die Betreiber, wurde aber direkt von der Tochter Franz Heinrich Hudemanns an die Familie Heldt verkauft, in deren Besitz es sich seit 1969 befindet.

### Chronologie und Biographien
- 1766 Israel Victor Noodt

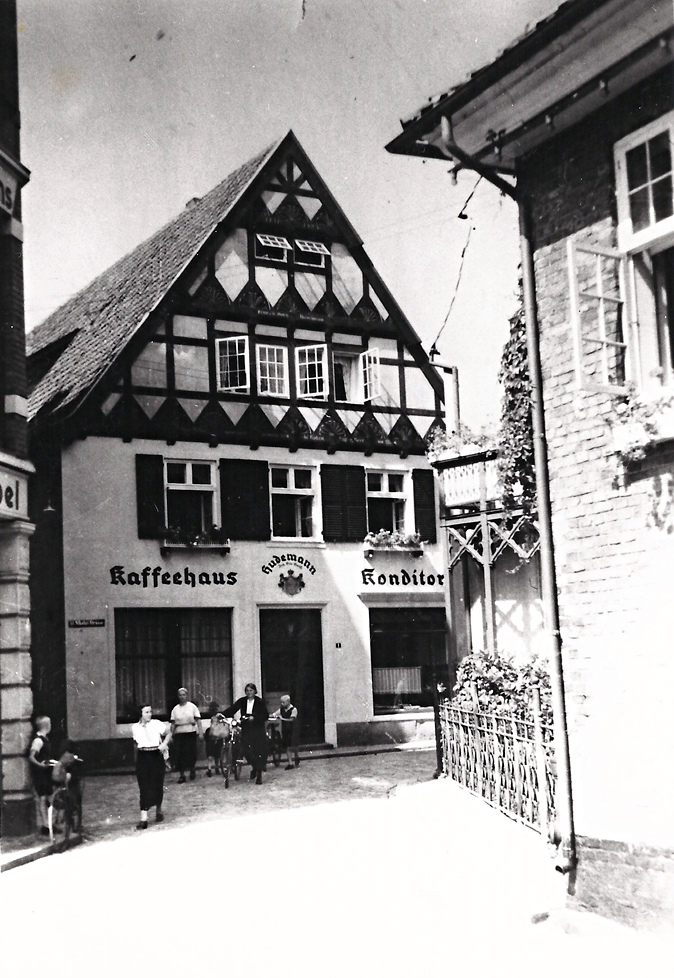
Kaffeehaus Hudemann, undatiert (zwischen 1925 und 1937), rechts das alte Rathaus (Museum). Dazwischen ist eine doppelgeschossige Veranda sichtbar, die zum damaligen Stadtbauamt gehörte.

- 1767 Christian Ludwig Astbahr, Kaufmann, Lombardverwalter, später Ratsherr in Eckernförde. Verheiratet mit Elisabeth Cornelia Astbahr geb. Daniels. Sohn Johann Rudolph Astbahr, geb. auf Gut Damp als Sohn des Verwalters (28. April 1761–4. Oktober 1822).
- 1803, laut Volkszählung 13. Febr. 1803: Sophia Maria von Hein, unverheiratet, vermutlich ererbt von den Eltern (Major Albrecht von Heinen und Sophia geb. von der Osten), gest. 15. Juni 1814.
- ab 1814/1818 Johann Albrecht Eckerbusch, Weißgerber und Lombardverwalter, der kurz nach Erwerb verstarb und das Haus seiner Frau Maria Margaretha geb. Lier aus Schleswig (gest. 3. April 1856) vererbte. 2. Heirat mit Elias v. Hildebrandt (ca. 1770–3. April 1851).
- 1851, 7. Mai, Verkauf an Maria Sophia Margaretha Foeh (auch Föh, Föhe), Putzmacherin (geb. in Sophienruh, 16. Juli 1802–7. Jan. 1871), unverheiratet, deren Putzmachergeschäft 1874 in Steuerlisten dokumentiert ist.
- 1871 Sophie Föh erbt das Haus von ihrer Tante Maria Föh.
- 1880, 5. Juni, Kauf des Hauses durch Hermann Theodor Hudemann. Im November 1880 Verlegung der Konditorei in die St. Nicolaistraße 1.

Franz Christian Hudemann, (1823, Rendsburg, -1895, Eckernförde), Bäckermeister und Kirchenältester, 1843–1878 Bäckerei in der Langebrückstraße 22.
Hermann Theodor Hudemann, (1849–1928, Eckernförde), 1878–1880 Konditorei (und seit 1879 Kaffeehaus) in der Langebrückstraße 22, 1880–1908 Kaffeehaus und Konditorei in der St. Nicolaistr. 1, verheiratet mit Katharina, geb. Heintze.
- 1908 Übernahme durch Franz Heinrich Hudemann und seine Frau Dora.

Franz Heinrich Hudemann, (7. Nov. 1879–27. Febr. 1937, Eckernförde), Konditorlehre bei seinem Vater, Gehilfe in Greifswald, Essen und Halberstadt, Ratsherr, Stadtverordnetenvorsteher, Mitglied der Bürgerlichen Fraktion, 1908–1937 Inhaber des Kaffeehauses und Konditorei Hudemann in der St. Nicolaistr. 1. Verheiratet mit Dora Hudemann geb. Stärtzenbach (13. Sept. 1877–8. Juni 1933).
- 1937, 1. Juni, Käthe Krellenberg (25. April 1907–27. Nov. 1988), Tochter von Franz und Dora, erbt das Kaffeehaus und verpachtet es an Otto Maaß.

Otto Maaß, (geb. 28. Jan. 1904 in Hoya, verstorben in den 1990ern), verheiratet mit Wally, Konditormeister, Ratsherr, Pächter von 1937 bis 1969 (1940 bis 1945 geleitet von seiner Frau Wally).
- 1969, Verkauf durch Käthe Krellenberg an Manfred und Lieselotte Heldt.

Manfred Heldt, geb. 17. Jan. 1930, Lieselotte Heldt geb. Magnor am 21. Febr. 1930.
- 1992, im Januar, Übernahme durch Katharina und Armin Heldt.

Armin Heldt, geb. 13. April 1960, Katharina Heldt geb. Lange am 23. Okt. 1964, Ratsfrau.
- 2017, im Januar, Übernahme durch Silke und Thomas Schulz.

Thomas Schulz, Konditor, Silke Schulz, Konditorin.

## Das Kaffeehaus im Wandel der Zeit
Kaffeehaus und Konditorei Hudemann, 1880 bis 1937

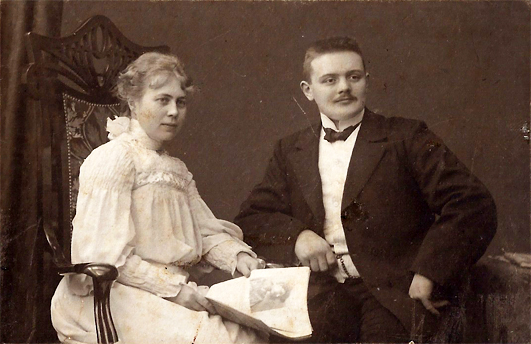
Franz Hudemann und seine Frau Dora
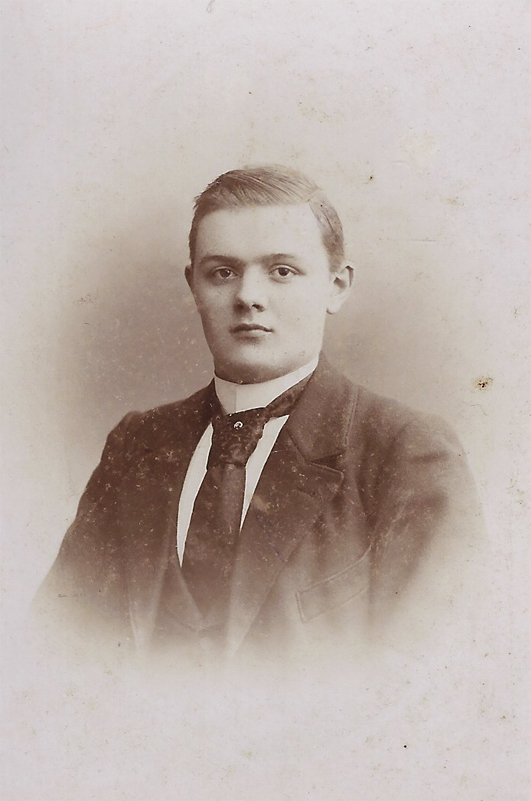
Junger Franz Hudemann
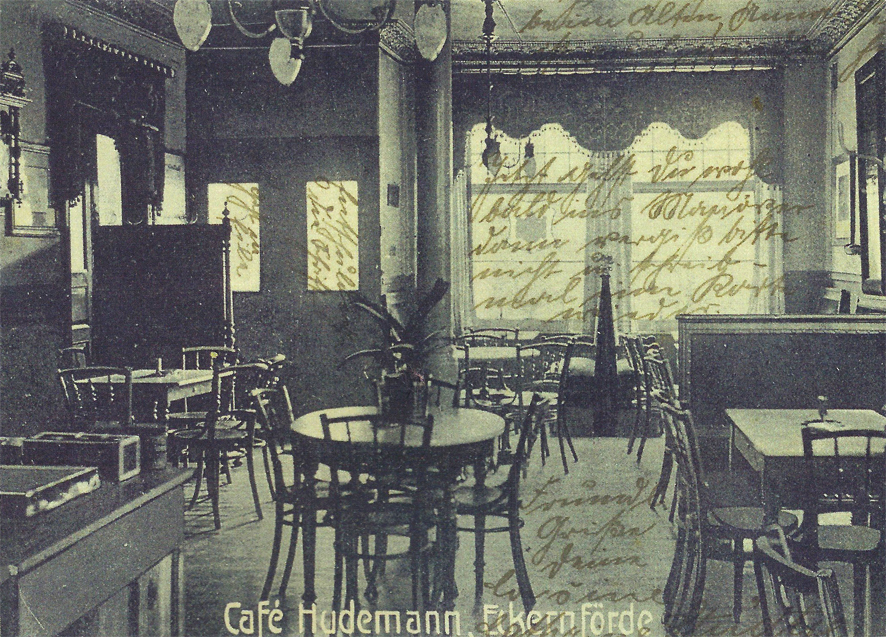
Das Café Hudemann, eine Innenansicht, Fenster zum Rathausmarkt, um 1906
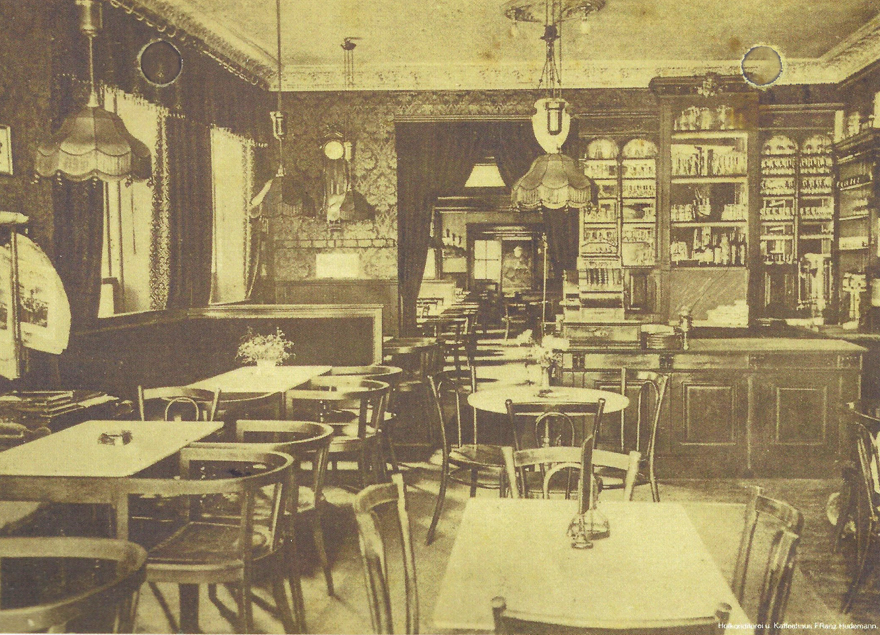
Innenansicht des damaligen Kaffeehauses Hudemann um 1906
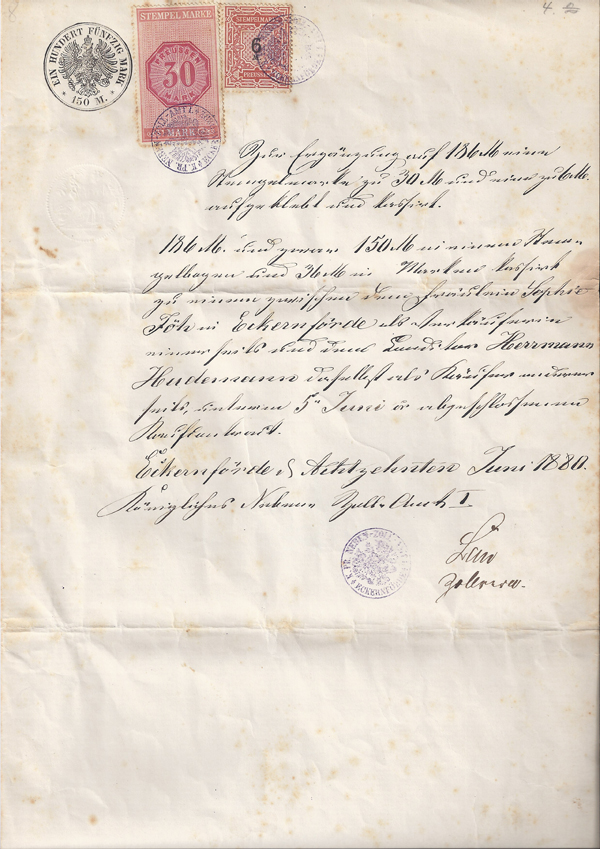
Urkunde zum Kaufvertrag zwischen Sophie Föhe und Hermann Hudemann, 18. Juni 1880
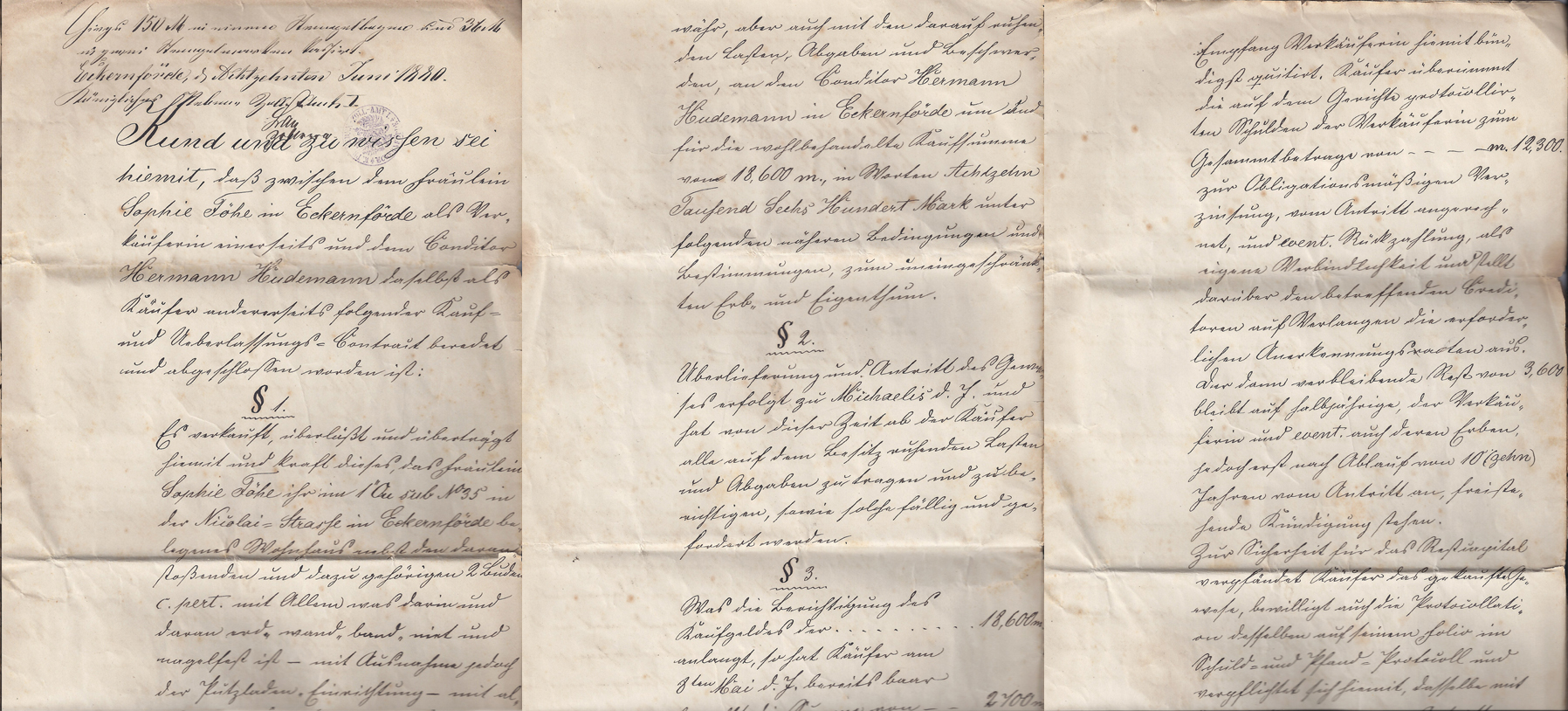
Kund und zu wissen sei… – Ausschnitt der Seiten 1 bis 3 des Kaufvertrages zwischen Sophie Föhe und Hermann Hudemann, 5. Juni 1880
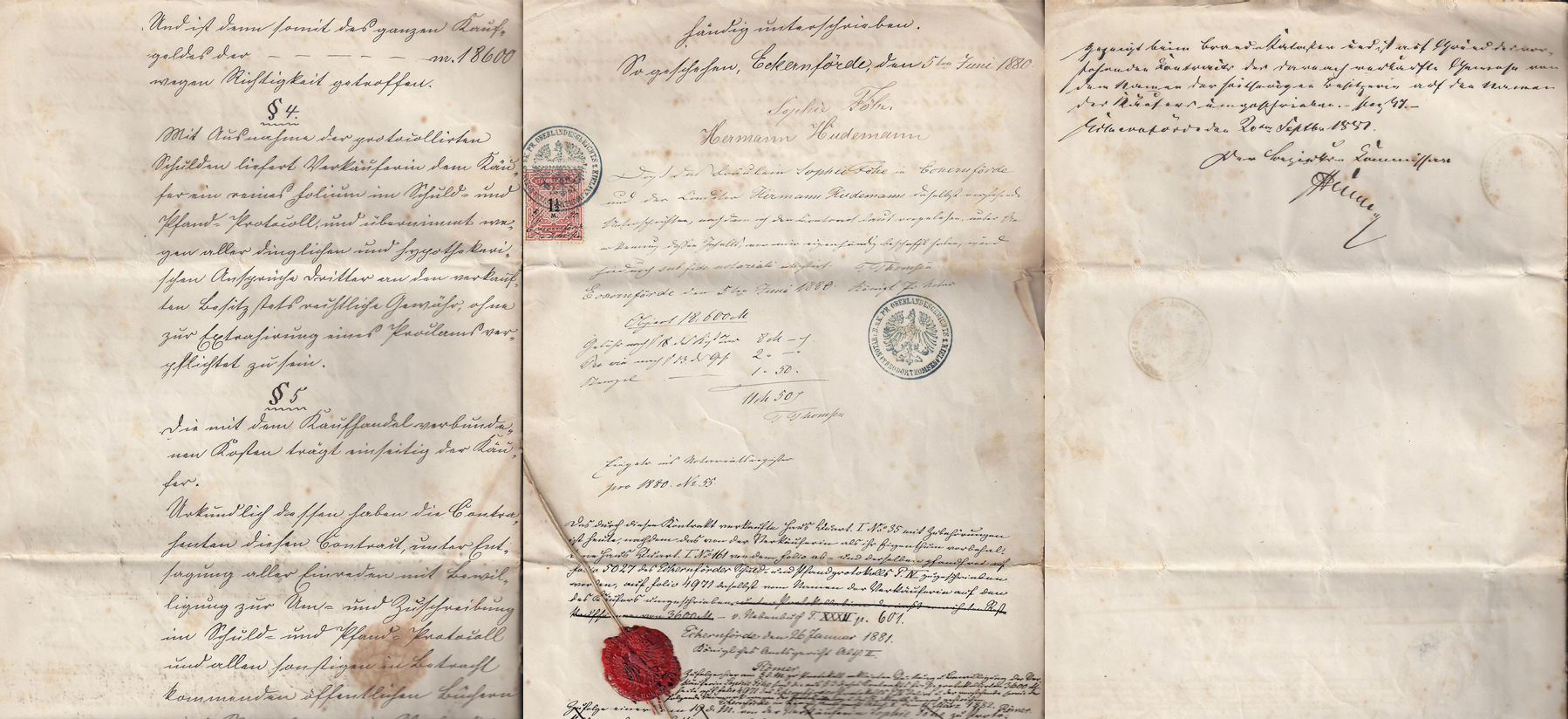
Kund und zu wissen sei… – Ausschnitt der Seiten 4 bis 6 des Kaufvertrages zwischen Sophie Föhe und Hermann Hudemann, 5. Juni 1880
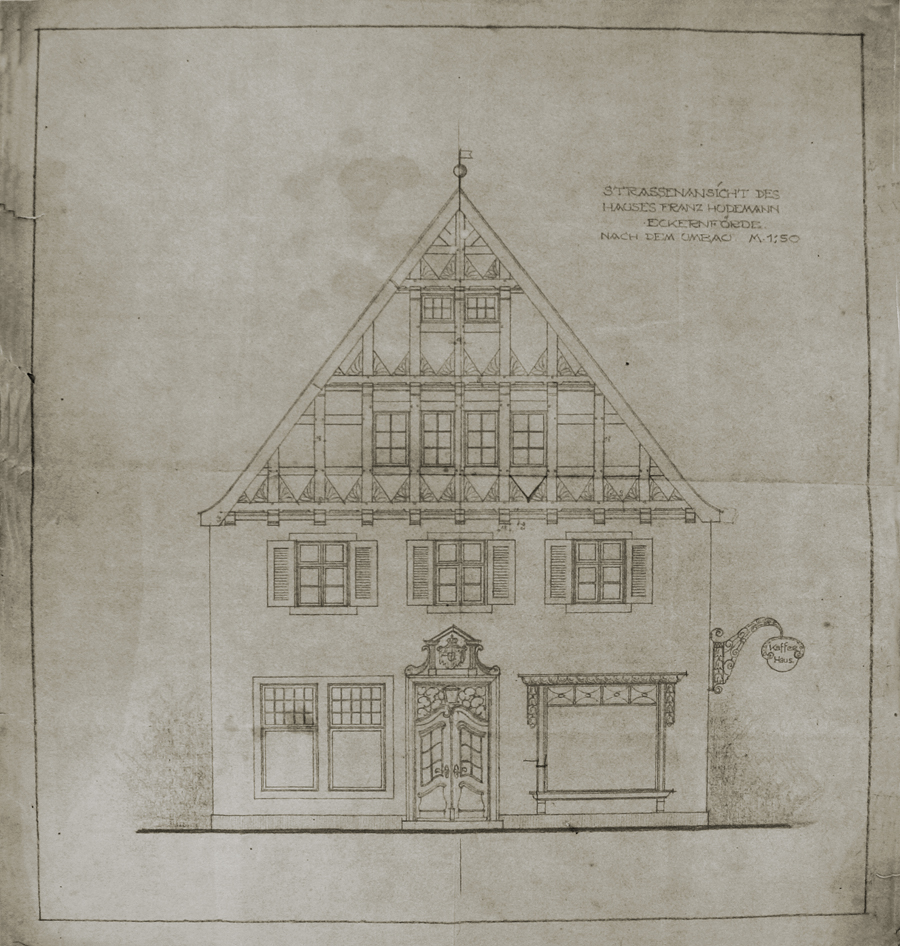
Eine Zeichnung des damaligen Kaffeehauses Hudemann mit der 1925 umgebauten neuen Fassade, ca. 1925

Café Maaß, 1937 bis 1969

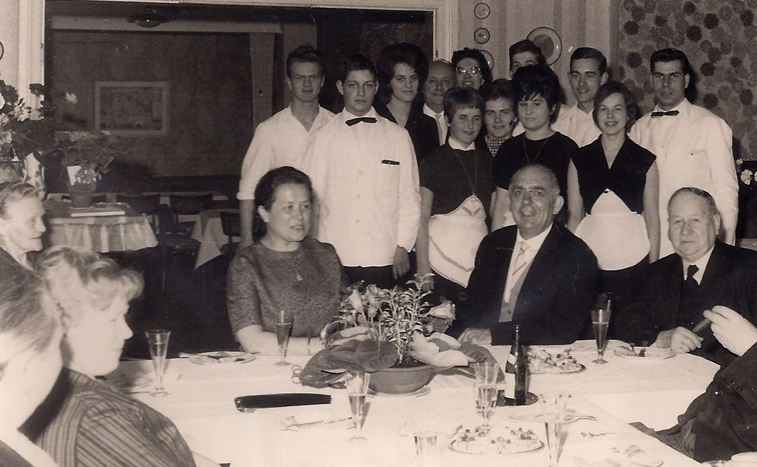
Café Maaß, Belegschaft während einer Jubiläumsfeier 1955, im Vordergrund am Tisch sitzend Wally und Otto Maaß
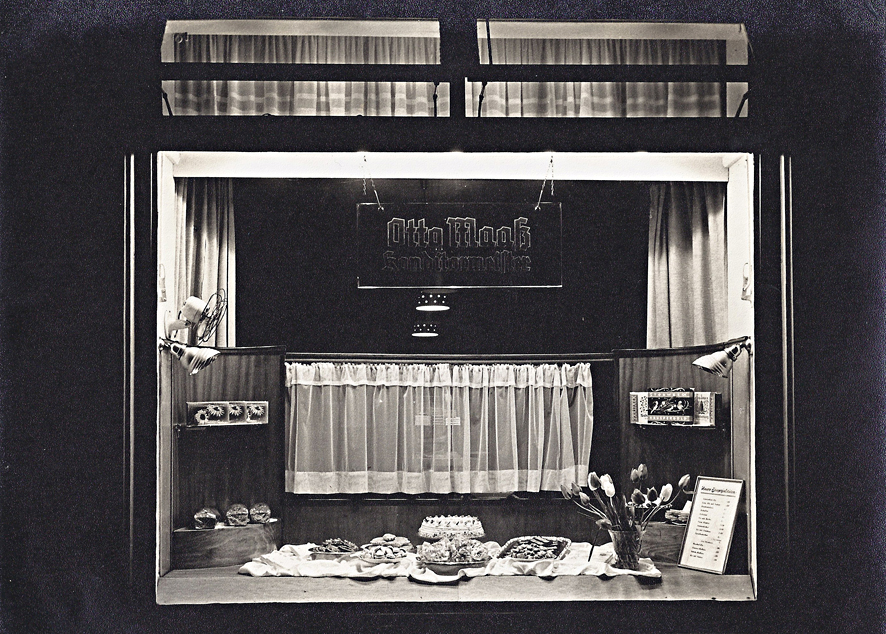
Innenansicht des damaligen Café Maaß, Fenster zum Rathausmarkt, um 1937
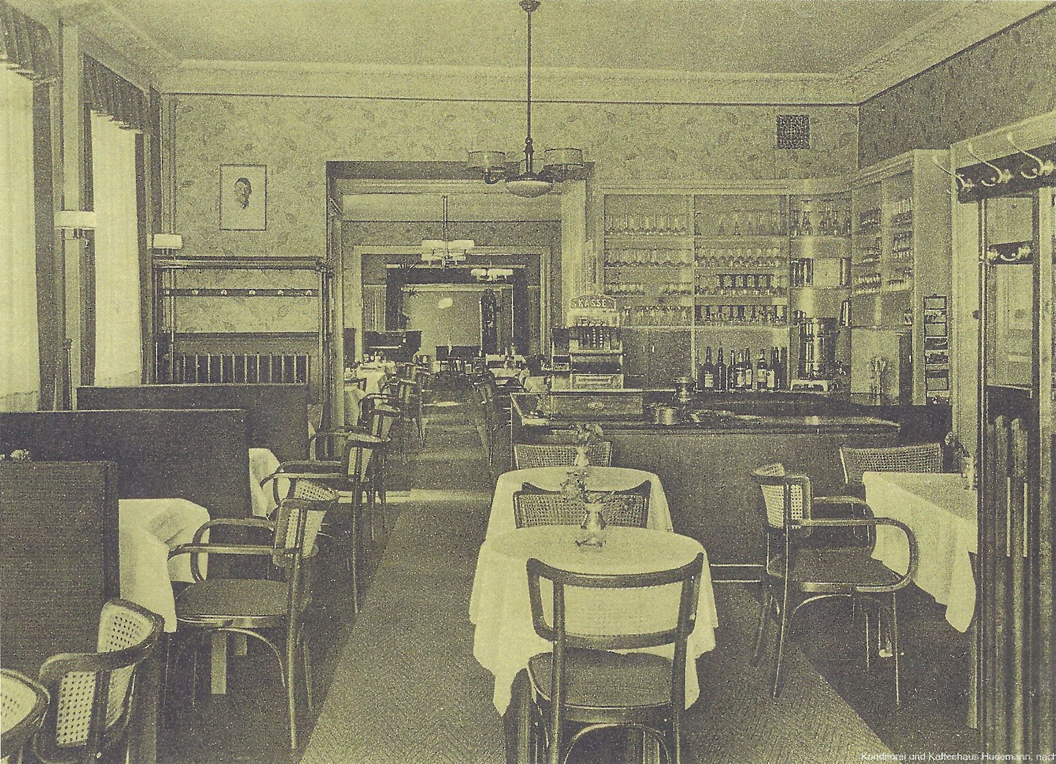
Cafe Maaß 1937, nach der Renovierung

Kaffeehaus und Konditorei Heldt (Lieselotte und Manfred Heldt), 1970 bis 1991

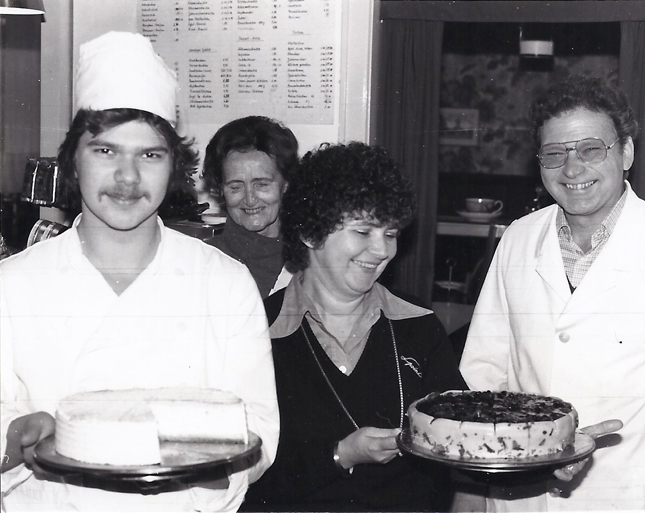
Kaffeehaus Heldt, 1970er Jahre, Manfred und Lieselotte Heldt mit ihrem Sohn Armin (links); im Hintergrund Käthe Krellenberg
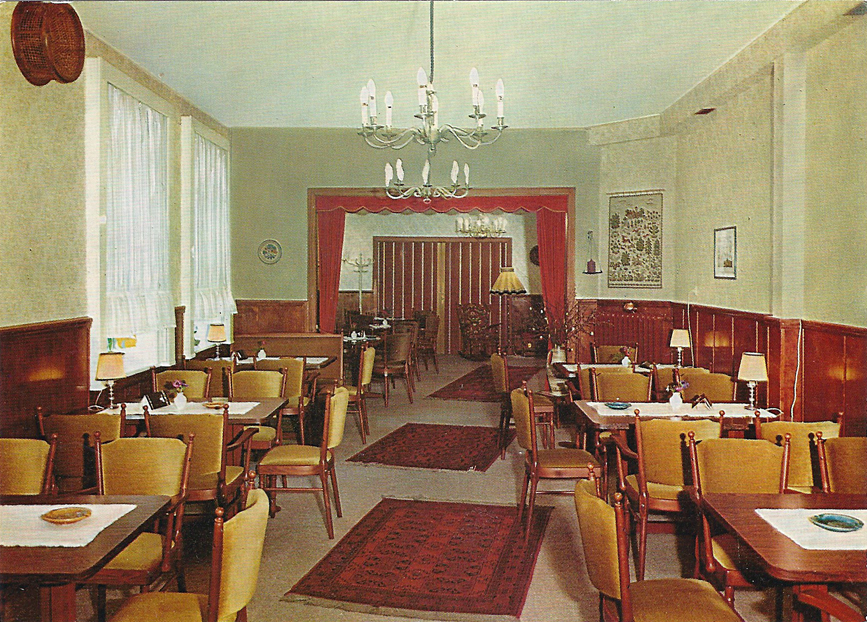
Kaffeehaus Heldt 1970er Jahre, Blick durch die Gasträume
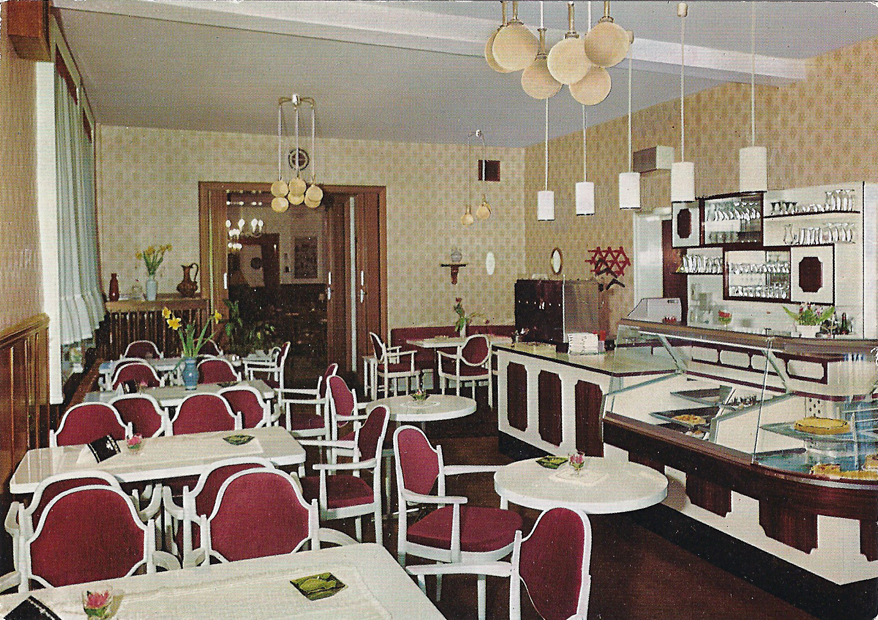
Kaffeehaus Heldt 1970er Jahre, vorderer Gastraum
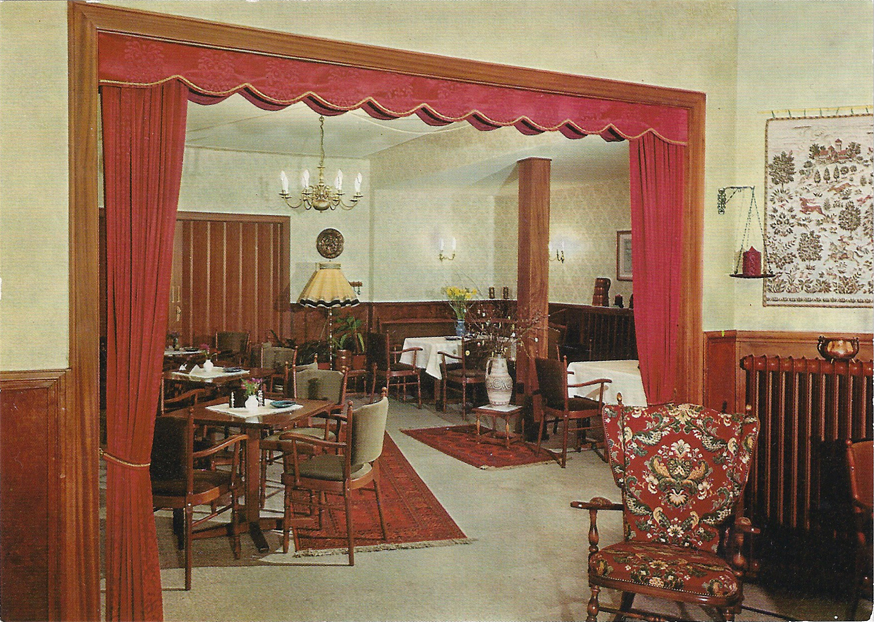
Kaffeehaus Heldt, 1970er Jahre, Blick vom zweiten in den 3. Gastraum

Kaffeehaus und Konditorei Heldt (Katharina und Armin Heldt), seit 1992

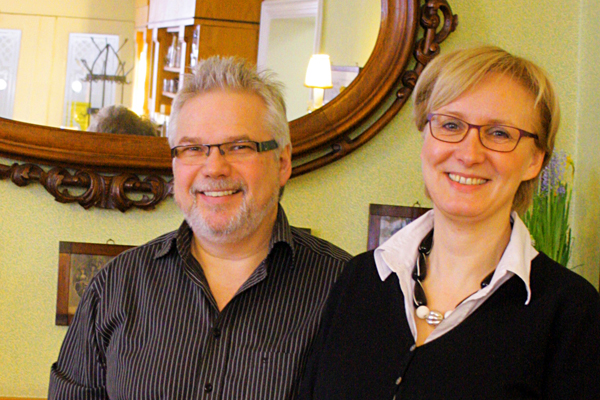
Armin und Katharina Heldt, 2013
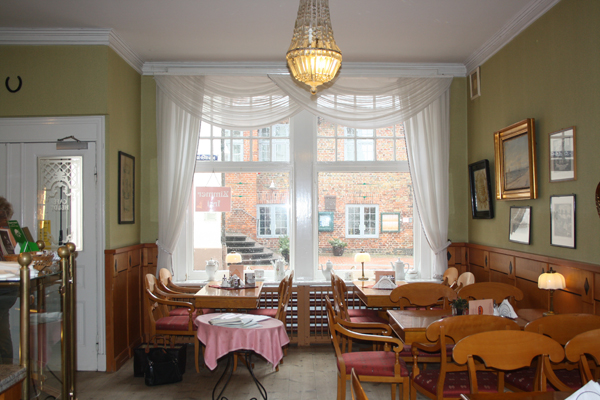
Kaffeehaus Heldt, Fenster von 1908, Blick zum Rathausmarkt, 2013
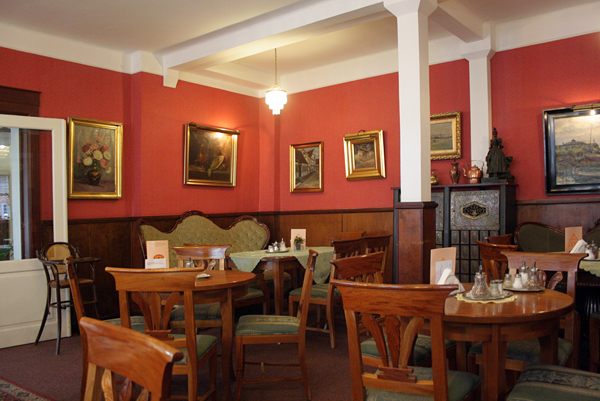
Kaffeehaus Heldt, Raum 3, früherer Ausspann, mit renovierter und freigelegter Balkenkonstruktion und Stützpfosten, 2013
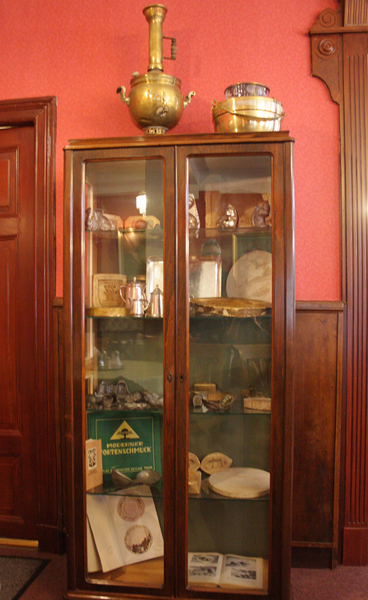
Kaffeehaus Heldt, Vitrine mit Artefakten wie Backformen und Kochbüchern aus dem 19. und 20. Jahrhundert, 2013
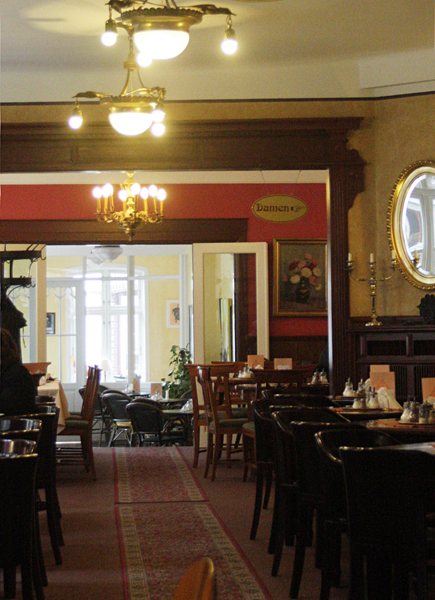
Kaffeehaus Heldt, Blick durch die Gasträume, 2013
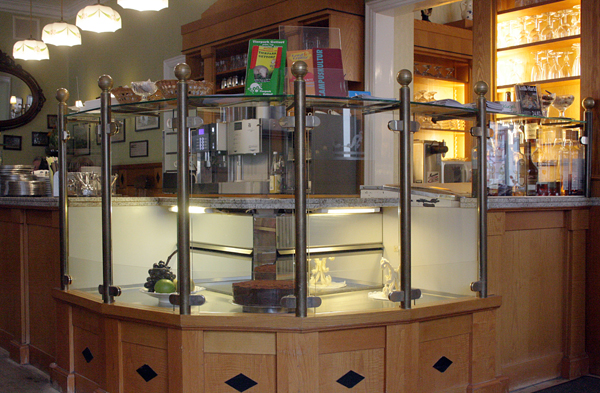
Kaffeehaus Heldt, Tresen im 1. Gastraum, 2013
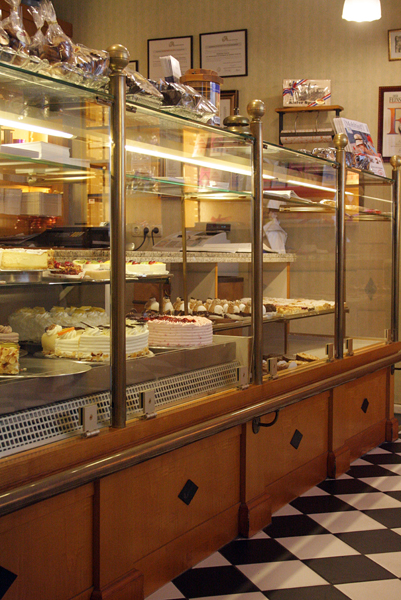
Kaffeehaus Heldt, Tresen mit Auslage, 2013
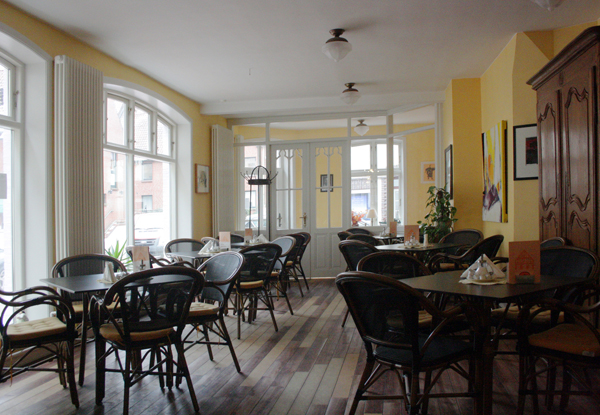
Kaffeehaus Heldt, Wintergarten und 4. Gastraum, mit Bildern und Zeichnungen von Falko Windhaus, 2013

## Sonstiges

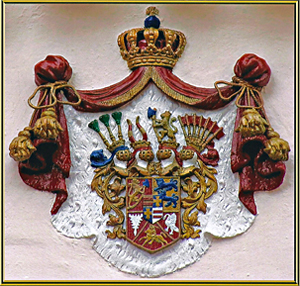
Das Wappen derer zu Schleswig-Holstein-Sonderburg-Glücksburg schmückt auch heute noch die Fassade des Kaffeehauses.
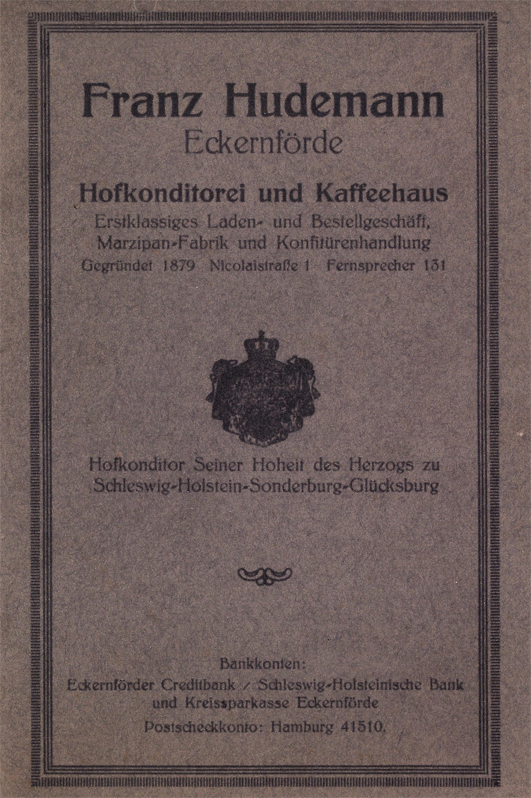
Obere Umschlagseite der Speisekarte der Hofkonditorei Franz Hudemann, undatiert, vor 1937. Auf der Rückseite die Prägung "Buchbdr. J. C. Schwensen".
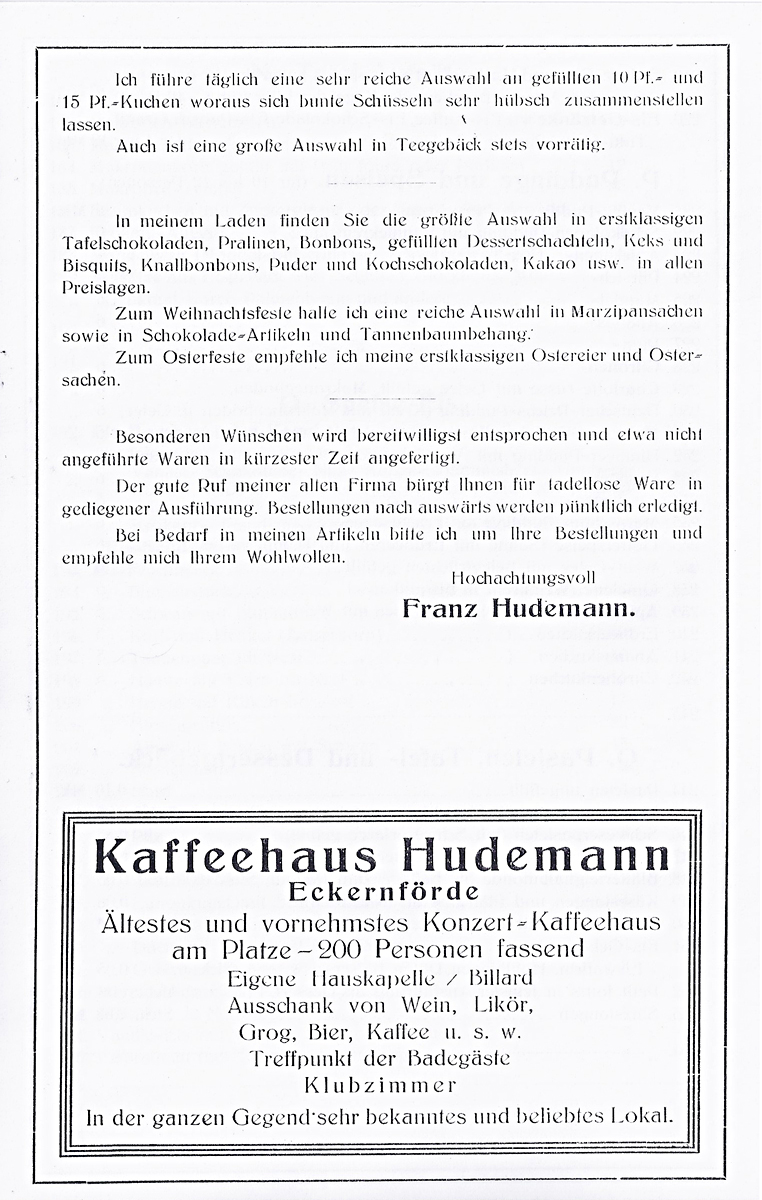
Kaffeehaus Hudemann, Innenseite der Speisekarte, undatiert
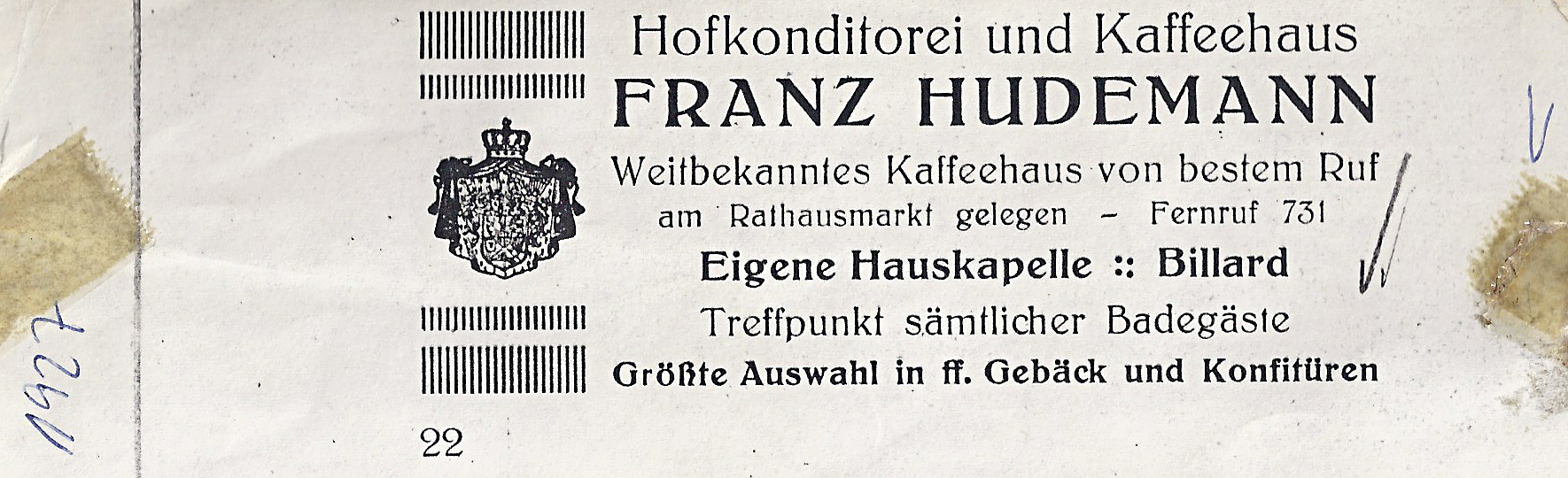
Ein Werbeaufkleber des Kaffeehauses Hudemann, 1927, das zu diesem Zeitpunkt offensichtlich noch Hofkonditorei ist und dies möglicherweise bis zum Tode Franz Hudemanns blieb.

- Herzoglicher Hoflieferant seit 1885 bis zu einem unbekannten Zeitpunkt. 1910 Verleihung des Diploms als Hofkonditor an Franz Hudemann durch Herzog Friedrich Ferdinand zu Schleswig-Holstein-Sonderburg-Glücksburg.
- Das herzogliche Wappen ist oberhalb der Eingangstür noch gut erhalten sichtbar.
- Alle Kaffeehaus-Betreiber von den Hudemanns bis 2013 sind Ratsmitglieder gewesen. Auch Christian Ludwig Astbahr, 1767 Eigentümer, war Ratsherr in Eckernförde.
- Die im Rahmen der Renovierungsarbeiten im Jahr 1925 eingesetzten Fensterrahmen und -scheiben außer dem Ladenfenster auf der rechten Seite befinden sich auch heute noch im Originalzustand. Das Fenster links der Eingangstür ist von 1908. Der Einrichtungsstil wurde in den Stil der Jahrhundertwende um 1900 und teilweise in den Biedermeier-Stil zurückgeführt. Dies lassen z. B. die typischen Schaufellehnen der Stühle dieser Zeit erkennen. Die verwendeten Hölzer (Buche, Rüster, Esche) wurden in den typischen, honigfarbenen Holzbeiztönen des 19. Jahrhunderts gebeizt. Anliegen des Eigentümers ist es, den alten Zustand zu erhalten und bei Renovierungsarbeiten Original-Materialien zu verwenden.
- Das Kaffeehaus und Konditorei Heldt findet Erwähnung in dem im Februar 2005 von "Der Feinschmecker" herausgegebenen Café-Führer: Sonderheft Reisetipps "Die besten Cafés in Deutschland".
- Hausfotograf über einen langen Zeitraum war Friedrich Baasch, ein Enkel[3] des Eckernförder Kunstmalers und Senators Hans-Friedrich Baasch.
- Auf den Giebelfuß des Fachwerkgiebels ließ Hermann Hudemann folgende Inschrift setzen: "hier kann man heel gemütli sien bi Koken, Kaffee, Beer un Wien", die noch erhalten ist.

## Weitere Verwendung, Veranstaltungen
- Seit 1937 Gesellschaften mit Essen, Kulturveranstaltungen, Versammlungen und Ausstellungen.
- Seit 1970 zeitweilig Antiquitätenhandel im Obergeschoss und hinteren Schankraum.
- Seit 1970 Zimmervermietung im Ober- und Dachgeschoss. Neben dem Kaffeehausbetrieb Kulturveranstaltungen, Gesellschaften, Ausstellungen.

## Ergänzende Informationen
- Georg Braun und Frans Hogenberg sollen zuletzt 1598 in Eckernförde gewesen sein. Hogenberg verstarb 1590. Die "Städteansichten" sollen von 1572 bis 1618 (zuletzt nur von Georg Braun) herausgegeben worden sein. Es bleiben die genaueren Umstände sowie die Frage zu klären, ob das Gebäude bereits früher im 16. Jahrhundert erbaut wurde. Der Bibelspruch scheint zu belegen, dass dieser in der ersten Hälfte des 17. Jahrhunderts angebracht wurde. Eine Zeitgleichheit mit der Errichtung des Gebäudes scheint nicht zwingend zu sein.
- Maria Föh verstarb 1871. In Steuerlisten scheint ihr Putzmachergeschäft unter ihrem Namen noch 1874 aufgeführt zu sein. Es bleibt zu klären, warum diese Zahlen differieren und ob ihre Nichte Sophie Föh das Geschäft weiterführte.
- Ein mit dem Vermerk "1927" versehener Werbeaufkleber der Konditorei Hudemann zeigt das herzogliche Wappen, so dass davon ausgegangen wird, dass Hudemann zu dem Zeitpunkt noch Hofkonditor war. Es bleibt zu klären, ob dies tatsächlich der Fall ist und ob dieser Status bis zum Tode Franz Hudemanns 1937 erhalten blieb.